# 조선민주주의인민공화국 헌법위원회
헌법위원회(憲法委員會)는 1948년 9월 2일 설립된 조선민주주의인민공화국의 헌법 개정 및 제정, 위헌법률심사, 위헌정당해산심판, 탄핵심판 등 헌법에 관한 분쟁을 담당하는 내각 헌법기관이었다. 조선민주주의인민공화국 사회주의 헌법의 초안을 제정하였으며, 사회주의 헌법 개정의 임무를 담당한다.

## 제헌헌법상 헌법위원회
1948년 9월 2일 평양에서 인공 헌법 채택과 인공 수립을 위한 조선최고인민회의 제1차 회의가 열렸다. 첫째 날 회의에서는 조선최고인민회의 의장으로 허헌을, 부의장으로 김달현, 리영을 선출하였다. 그리고 인공 헌법위원회를 구성했는데, 위원장으로는 김두봉이 선임되었으며, 홍명희, 김일성, 허헌, 최용건 등 49명의 위원으로 선임되었다. 그밖에 리강국, 리승엽, 김달삼, 허정숙 등이 헌법위원회 위원으로 선거되었다.
9월 6일, 9월 7일 양일간 인공 헌법에 대한 김두봉의 보고와 그에 관한 25명의 지지 토론이 진행되었다.

## 역대 위원장, 부위원장

### 역대 위원장
- 김두봉, 1948년 9월 2일 ~ 1958년 3월 2일
- 최용건, 1958년 3월 ~

## 같이 보기
- 조선민주주의인민공화국 중앙검찰소
- 조선민주주의인민공화국 중앙재판소
- 대한민국 헌법재판소